# Nicole Fabre
Pour les articles homonymes, voir Fabre.
Nicole Fabre, née Nicole Doreau le 14 octobre 1925 à Biskra, décédée le 6 mars 2023 à Paris, est une  psychanalyste française, qui a développé la pratique du rêve éveillé en psychanalyse. 

## Biographie
Nicole Fabre a passé sa petite enfance en Algérie, puis en Indochine, avant que ses parents ne s'installent à Marseille où elle a été scolarisée. Elle est la sœur cadette de la romancière Suzanne Prou.
Dans son jeune âge, les jeux d'imagination avec les autres enfants tiennent une place importante. C'est à l'âge de 18 ans, pendant la guerre, qu'elle a découvert la puissance de l'imaginaire. Elle s'était portée volontaire pour accompagner en Auvergne, "pour un temps absolument indéterminé", un groupe d'une quarantaine d'enfants, après leur évacuation de Marseille dévastée par les bombardements américains de 1944 et où la population souffrait des pénuries et du rationnement des produits alimentaires et de premières nécessités. Lors d'une nuit d'orage, les enfants se sont mis à crier, terrorisés par l'orage, les éclairs, le tonnerre, l'isolement en pleine nature, et le bruit des avions qui survolaient la forêt et les champs voisins. Ne sachant que faire pour calmer la peur de ces enfants, elle leur a raconté une histoire, en parlant très fort pour être entendue malgré le tonnerre et malgré les avions. Peu à peu les enfants se sont calmés, grâce à cette histoire qui leur a permis de transposer leur vécu présent en un monde différent, où ils devenaient capables d'affronter le danger, grâce à cette force de l'imagination.

### Études de philosophie et psychologie
Après une licence de philosophie, Nicole Fabre exerce de 1945 à 1947 comme professeur de philosophie dans un lycée de Marseille. En 1949, en fin de maîtrise de philosophie, elle soutient son mémoire à la Sorbonne, sous la direction de Gaston Bachelard.[réf. nécessaire] Puis une thèse de doctorat en psychologie pédagogique sous la direction de Maurice Debesse soutenue à la Sorbonne en 1965.
Elle s'intéresse à la pédagogie, à la psychanalyse et à la psychothérapie d'enfants, s'occupe bénévolement d'enfants en difficulté, et suit des enseignements et séminaires de psychologie. Elle pense aussi à s'installer par la suite comme psychothérapeute d'enfants.

### Rencontre de Robert Desoille.
Dans le cadre de son projet d'installation comme psychothérapeute d'enfants, Nicole Fabre échange souvent avec des psychiatres, des psychologues et des psychanalystes. En 1960, lors d'un congrès de psychothérapie sur les bords du lac Léman, où interviennent notamment Roberto Assagioli et Paul Diel, elle rencontre également Robert Desoille, avec qui elle prend contact personnellement, car elle s'intéresse à la méthode psychothérapique, le rêve éveillé dirigé, ainsi qu'à l'ensemble de ses travaux sur l'imaginaire.

### Découverte de sa méthode du rêve éveillé dirigé
À Paris, où Robert Desoille est installé, Nicole Fabre fait l'expérience personnelle du rêve éveillé dirigé sous sa direction. Cette rencontre et cette expérience du rêve éveillé dirigé seront déterminantes dans la carrière de Nicole Fabre, qui voit très rapidement la place de l'imaginaire dans cette forme de psychothérapie, comme un atout essentiel pour la psychothérapie des enfants.
Durant cette période, elle prépare aussi une thèse de doctorat en psychologie de l'enfant. Lors de sa soutenance, en 1964, elle rencontre Juliette Favez-Boutonier, qui fait partie de son jury, et qui a elle-même fait l'expérience personnelle du rêve éveillé avec Robert Desoille. Dès 1955, Juliette Favez-Boutonier avait publié un article intitulé Psychothérapie par le rêve éveillé (in Encyclopédie médico-chirurgicale psychiatrie, vol. 3). Elle encouragera toujours Nicole Fabre par la suite, à approfondir cette approche psychothérapeutique par le rêve éveillé.

### Formation au rêve éveillé dirigé
Après ce temps de travail personnel en rêve éveillé dirigé avec Robert Desoille, Nicole Fabre suit avec lui une formation à la psychothérapie par le rêve éveillé dirigé. Dans la dernière phase de cette formation, elle propose à certains patients des séances de rêve éveillé, en la présence et sous la supervision de Robert Desoille. Au bout de deux ans, Robert Desoille lui reconnaît officiellement les compétences pour exercer comme psychothérapeute rêve éveillé.
À l'intérieur même d'un rêve éveillé, Robert Desoille suggérait souvent au patient d'effectuer des mouvements pour se déplacer dans l'espace, notamment dans des mouvements sur l'axe vertical (ascension ou descente), ou d'agir sur un objet vu par le patient dans son rêve, p.ex. prendre l'objet, le regarder de plus près, le donner à quelqu'un qui est avec lui (ou elle) dans le rêve, emporter l'objet avec lui/elle dans ses déplacements, ou encore, remettre cet objet là où il était. Cette orientation ou réorientation, opérée par un psychothérapeute rêve éveillé dans le déroulement des rêves éveillés de ses patients est souvent nommée directivité. Robert Desoille considérait la directivité comme un élément fondamental de l'efficacité thérapeutique du rêve éveillé, mais il respectait pleinement les approches non-directives en psychothérapie, et les questions que ses élèves se posaient à ce sujet.
Ainsi, dès cette période de formation, Nicole Fabre s'était montrée assez réservée sur l'importance de la directivité dans le déroulement des rêves éveillés en séance, se demandant notamment si le rêve éveillé devait toujours être dirigé. Elle a toujours donné beaucoup de liberté à ses patients pour se déplacer ou non dans leurs rêves-éveillés.

## Activités professionnelles autour du rêve éveillé

### Psychothérapie avec le rêve éveillé
Lors de son installation comme psychothérapeute en 1965, Nicole Fabre utilise la méthode du rêve éveillé de Desoille, au départ avec uniquement des enfants, ensuite avec des adolescents et des adultes de tous âges. Elle travaille à adapter la méthode plus spécifiquement à la psychothérapie d'enfants ou d'adolescents.

### Création du Groupe international du rêve éveillé dirigé de Desoille
Dès son installation comme psychothérapeute rêve-éveillé, Nicole Fabre est invitée par Robert Desoille à participer aux réunions de son groupe de recherches, groupe lui-même hébergé par la Société de Recherches Psychothérapiques de Langue Française, qu'il avait fondée en 1961 avec ses élèves et ses collègues, et dont il sera, jusqu'à son décès en 1966, vice-président avec Juliette Favez-Boutonier, la présidence étant assurée par le Professeur Paul Sivadon.
Pendant ces réunions, qui ont lieu généralement le mercredi (d'où l'expression "Groupe du mercredi") et qui sont animées par Desoille, les participants échangent au sujet de leurs expériences de psychothérapies menées avec le rêve éveillé dirigé, et poursuivent leurs recherches sous la conduite de Robert Desoille. C'est avec la collaboration de collègues de ce groupe, que Nicole Fabre élabore et formalise l'adaptation du rêve-éveillé à l'enfant et à l'adolescent.
Ces rencontres seront suspendues pendant un certain temps après la mort de Robert Desoille en octobre 1966. Mais ses élèves, dont Nicole Fabre, reprendront très vite leurs réunions pour poursuivre les recherches sur le rêve éveillé. En 1968, ils décident de créer une association indépendante, le Groupe International du Rêve Éveillé Dirigé de Desoille (GIREDD), dont Nicole Fabre sera présidente entre septembre 1975 et juin 1981.
Le GIREDD est d'emblée un groupe actif et dynamique, composé surtout de psychiatres et de psychologues, qui ont tous des patients en psychothérapie avec le rêve éveillé dirigé. Le groupe crée en 1970 la revue Études psychothérapiques, organe officiel du groupe. Dans cette revue, les membres du GIREDD publient leurs travaux de recherche, portant exclusivement sur le rêve éveillé : pour cette période, citons (entre autres) Jean Nadal, Jacques Lévine, Myriam Fusini-Doddoli, Gilbert Maurey, Jacques Launay, et Nicole Fabre. Ces différents travaux contribuent à développer et à documenter la méthode et son assise théorique, par des récits cliniques et des analyses théoriques de psychothérapies rêve éveillé, d'enfants et d'adultes. Certains membres du GIREDD publient aussi différents ouvrages, dont plusieurs marqueront des évolutions théoriques importantes.

### Évolution vers la psychanalyse
En 1982, après avoir renoncé à la directivité du rêve éveillé, le GIREDD devient le GIRED, le Groupe International du Rêve Éveillé de Desoille.
En 1987, à la suite d'une longue élaboration théorique, le groupe, accompagné de Nicole Fabre qui en est à nouveau présidente, décide d'utiliser le rêve-éveillé en psychanalyse, grâce à un aménagement particulier de la cure psychanalytique classique. Pour ces praticiens, le rêve éveillé est un moyen privilégié d'accès à l'inconscient. Les membres du groupe deviennent officiellement psychanalystes, et le GIRED devient le Groupe international du rêve éveillé en psychanalyse (GIREP).
Par ailleurs, Nicole Fabre a été directrice scientifique de la SISPI (Scuola Internazionale di Specializzazione con la Procedura Immaginativa, École internationale de spécialisation par la procédure imaginative, Milan, Rome, Italie) de 2008 à 2018.

### Présentation de textes de Robert Desoille, publiés à titre posthume
Nicole Fabre et son mari ont établi avec Robert Desoille et son épouse des liens d'amitié et de confiance, à l'origine de nombreuses rencontres. Quelque temps après le décès de Robert Desoille en 1966, c'est à Nicole Fabre, élève et collaboratrice de son mari, que Mme Desoille confie un ensemble de manuscrits de ce dernier, qui les avait gardés pour les publier par la suite. À partir de ces textes, Nicole Fabre présente deux livres de Robert Desoille, intitulés :    
- Robert Desoille, Marie-Clotilde. Une psychothérapie par le rêve éveillé dirigé, Présentation de Nicole Fabre, Paris, Payot', 1971
- Robert Desoille, Entretiens sur le rêve éveillé dirigé en psychothérapie, Présentation de Nicole Fabre, Paris, Payot, 1973, puis Ramonville Saint-Agne, Érès, 2000.

### Réalisation de deux films, avec le concours du CNRS
Elle est aussi l'auteur de deux films qui appartiennent au Girep et qui retracent tous les deux un travail de psychothérapie par le rêve éveillé :
- Nadine, qui décrit la psychothérapie d'une petite fille, de 8 à 11 ans (Girep, 1978, film Super 8 mm, durée 50 min)
- Bertrand, qui relate la psychothérapie d'un patient d'une trentaine d'années (CNRS/Girep, 1979, film 16 mm, durée 52 min), en se référant à son ouvrage de la même année : Avant l'Œdipe : rêve-éveillé-dirigé et fantasmes archaïques, Masson, 1979.

### Rédaction et publication d'essais
En tant qu'essayiste, elle a publié plus d'une trentaine d'ouvrages, dans trois domaines différents :
- Philosophie et psychologie : deuil, désespérance, solitude, pardon...
- Ouvrages d'inspiration personnelle et familiale.
- Psychanalyse rêve éveillé, ou psychothérapie par le rêve éveillé. (Les principaux sont référencés ci-après, à la section "Publications" de cet article.)

### Enseignement et formation
Nicole Fabre a enseigné la philosophie à l'Institut catholique de Paris de 1965 à 1990, et au Centre Sèvres de 1991 à 2016, où elle s'inspirait de ses connaissances de psychothérapeute et psychanalyste, pour situer l'humain dans son milieu et dans sa vie. m) D'autre part, elle est souvent intervenue, et intervient souvent pour des exposés et conférences, dans les colloques et journées d'études du GIREDD, puis du GIRED, et du GIREP actuel. De même, elle prend aussi une part active à la formation des futurs psychanalystes rêve éveillé, en assurant des exposés dans les séminaires théoriques et cliniques du groupe.

## Entrée du rêve éveillé dans l'univers de la psychanalyse
La plupart des membres du GIREP sont issus du courant psychanalytique et de la psychologie dynamique : tout en cherchant à préserver le rêve éveillé, héritage de Robert Desoille, ils souhaitent garder le champ psychanalytique comme référentiel théorique, et rester des praticiens de la psychanalyse. Nicole Fabre, alors présidente du GIRED, et elle-même inscrite dans le courant psychanalytique, participe avec ses collègues, en particulier Jacques Launay, Jean-Claude Auriol, Jacques Natanson, et Madeleine Natanson, à l'élaboration théorique et clinique de l'entrée du rêve éveillé dans le champ de la psychanalyse. Leurs recherches, s'appuyant sur des concepts élaborés par Winnicott, aboutissent à la décision d'inscrire ce changement dans l'identité du Groupe, qui devient le Groupe international du rêve éveillé en psychanalyse (GIREP).
Sur le plan théorique, Nicole Fabre s'était déjà inspirée des travaux de Donald Winnicott : elle voit dans le rêve éveillé un objet transitionnel, dans la mesure où le rêve éveillé joue un rôle d'intermédiaire entre le vécu de l'analysant et les contraintes imposées par l'analyste dans l'espace-temps des séances. Avec le concept d'objet transitionnel, Winnicott met en évidence « cette aire intermédiaire d'expérience, qui, simultanément, permet à l'individu de surmonter l'épreuve de réalité, et constitue le lieu de tout son développement culturel ultérieur ». En effet, dans son rêve éveillé, ce champ d'activité qui lui est proposé, l'analysant visualise des images intérieures qu'il est invité à décrire à l'analyste au fur et à mesure qu'elles lui apparaissent.
Dans son ouvrage Avant l'Œdipe. Rêve-éveillé dirigé et fantasmes archaïques (Masson, 1979), elle avait déjà montré que le rêve éveillé était un lieu d'expression privilégié pour les fantasmes archaïques et pré-œdipiens, et pour les affects douloureux issus de la phase pré-verbale de l'évolution du sujet. Ces fantasmes archaïques et ces affects douloureux de la phase pré-verbale sont maintenant connus pour être à l'origine de graves troubles de la personnalité, comme les troubles de la personnalité border line, ou états-limite (troubles de la personnalité limite).
En effet, en observant ces images en mouvement, ces sensations vécues dans le déroulement du rêve éveillé, le sujet perçoit de plus en plus clairement le lien entre son rêve éveillé, et des émotions et sentiments jusqu'à présent cachés ou refoulés en lui. Il peut formuler plus clairement ce qu'ils portaient d'indicible ou d'inacceptable socialement. Cet accès à l'ordre symbolique, au sens lacanien du terme, permet aussi d'atténuer progressivement la souffrance psychique inhérente à ce type de pathologies.
D'autre part, les observations de Nicole Fabre lui permettent d'entrevoir un parallèle entre le jeu et le rêve éveillé, ou plus exactement entre le fait de jouer, et le fait de rêver, deux activités qui laissent  à l'imaginaire une place importante. De même que les psychothérapeutes et psychanalystes utilisent le jeu pour permettre aux enfants d'attribuer leurs émotions et leurs sentiments à des personnages imaginaires, ils peuvent utiliser le rêve-éveillé avec leurs patients de tous âge, et leur donner ainsi une part personnelle plus active dans leur travail d'analyse.
Ainsi, tout comme l'imaginaire a sa place dans l'inconscient, le rêve éveillé trouve la sienne dans les séances. Placé dans des conditions de moindre réceptivité aux perceptions et sollicitations extérieures, le sujet se détend, et dans cet état de conscience légèrement modifié, son psychisme intérieur peut s'exprimer comme dans une rêverie, dans laquelle il se voit prendre place et agir.
Nicole Fabre a été présidente du GIREDD, puis du GIRED, et du GIREP. Elle a fait partie du Conseil d'administration du groupe (sous ses trois dénominations) pendant plus de quarante ans. Elle est toujours membre titulaire du Groupe international du rêve éveillé en psychanalyse (GIREP). Elle est membre aussi de l'Association internationale Interactions de la psychanalyse (A2IP), fondée par Sophie de Mijolla-Mellor.

## Publications (liste non exhaustive)
- Nicole Fabre, Le Triangle brisé : trois psychothérapies d'enfants par le rêve éveillé dirigé, Paris, Payot, coll. « Collection Science de l'homme », 1973, 181 p. (BNF 35370609)
- Avant l'Œdipe : Rêve-éveillé-dirigé et fantasmes archaïques, Masson, 1979.
- L'Enfant et le Rêve éveillé : Une approche psychothérapique de l'enfant, ESF, 1982
- Nicole Fabre et Gilbert Maurey, Le rêve-éveillé analytique, Toulouse, Privat, coll. « Sciences de l'homme », 1985, 222 p. (BNF 36971771)
- Les Jeunes, le Rêve et l'Analyse : Une approche psychothérapique de l'adolescent, avec Colette Fiatte, Fleurus, 1985
- Deux imaginaires pour une cure, Bayard, 1992
- Le Travail de l'imaginaire en psychothérapie de l'enfant, Dunod, 1998
- Au miroir des rêves : Imaginaire et Psychanalyse, Desclée de Brouwer, 2001
- Le Dieu de l'enfant, Editions Albin Michel, 2005
- Aux origines du rêve, l'Esprit du Temps, 2007
- Psychothérapie de l'enfant : Imaginaire et Rêve éveillé, L'Esprit du Temps, 2008
- Voyage en désespérance, Cerf, 2011
- Le rêve-éveillé. De l'imaginaire à l'inconscient, Editions IN PRESS, 2019
- Psychothérapie de l'enfant : Imaginaire et Rêve éveillé, L'Esprit du Temps, réédition 2019
- Descartes, un roman familial, L'Esprit du Temps, 2021